# Lospalos

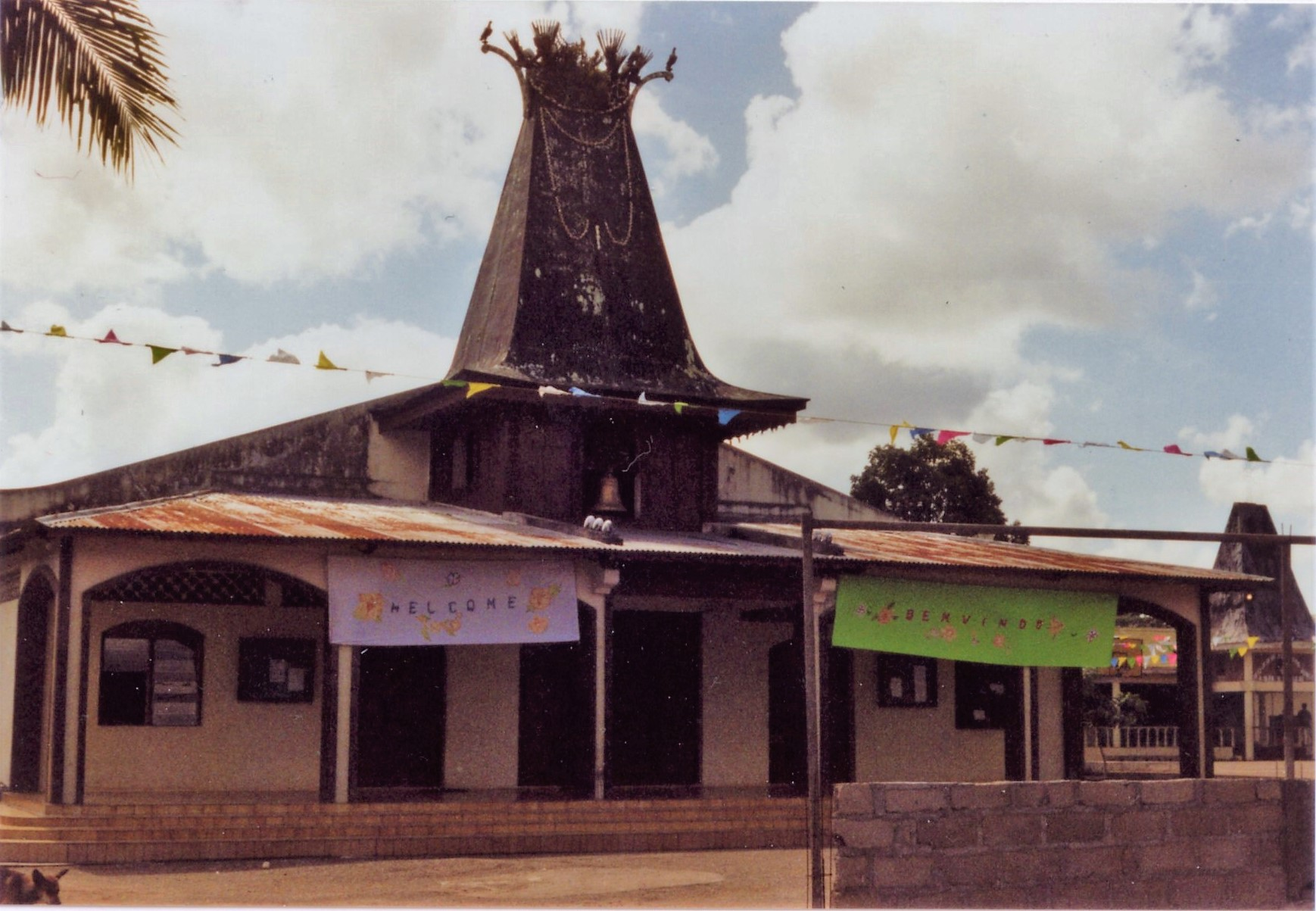
Iglesia de Lospalos.

Lospalos (a veces escrita erróneamente Los Palos) es una ciudad de Timor Oriental, 248 km al este de Dili, la capital del país. Tiene 28.000 habitantes y es la capital del distrito de Lautem.
Lospalos es la ciudad natal del líder guerrillero independentista timorense Nino Konis Santana (1959-1998)[cita requerida].
En ciertas publicaciones internacionales, la ciudad sale identificada con el nombre pseudo-español de Los Palos[cita requerida], lo cual es erróneo. El nombre correcto en portugués y en tetun es Lospalos, que deriva del vocablo fataluco Lohoasupala. No existe relación alguna entre el nombre de esta ciudad timorense y la lengua española.
- Datos: Q1017098
- Multimedia: Lospalos (city) / Q1017098